# Пафская митрополия

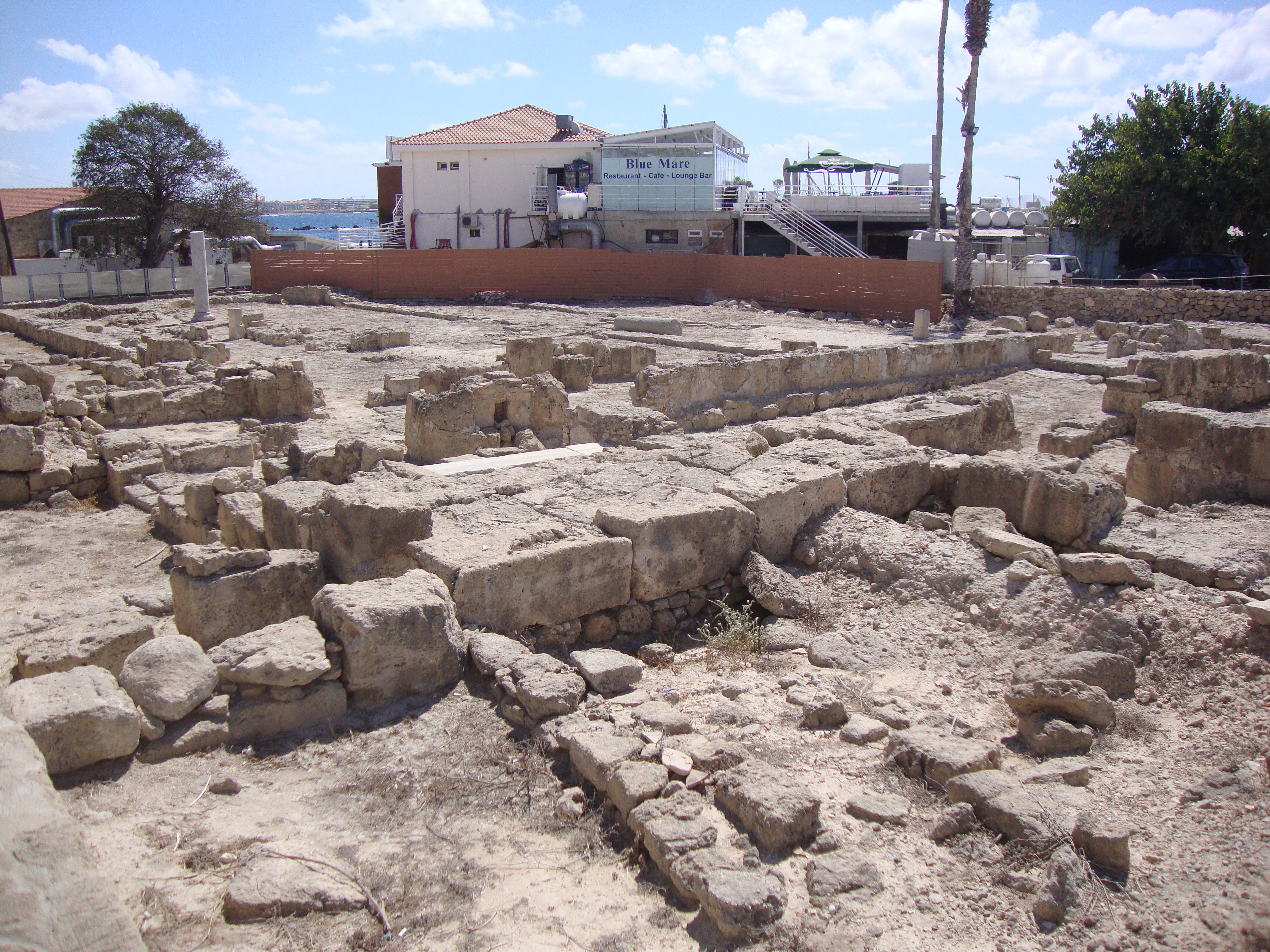
Раскопки базилики Панагия Лимениотисса близ Археологического парка Пафоса

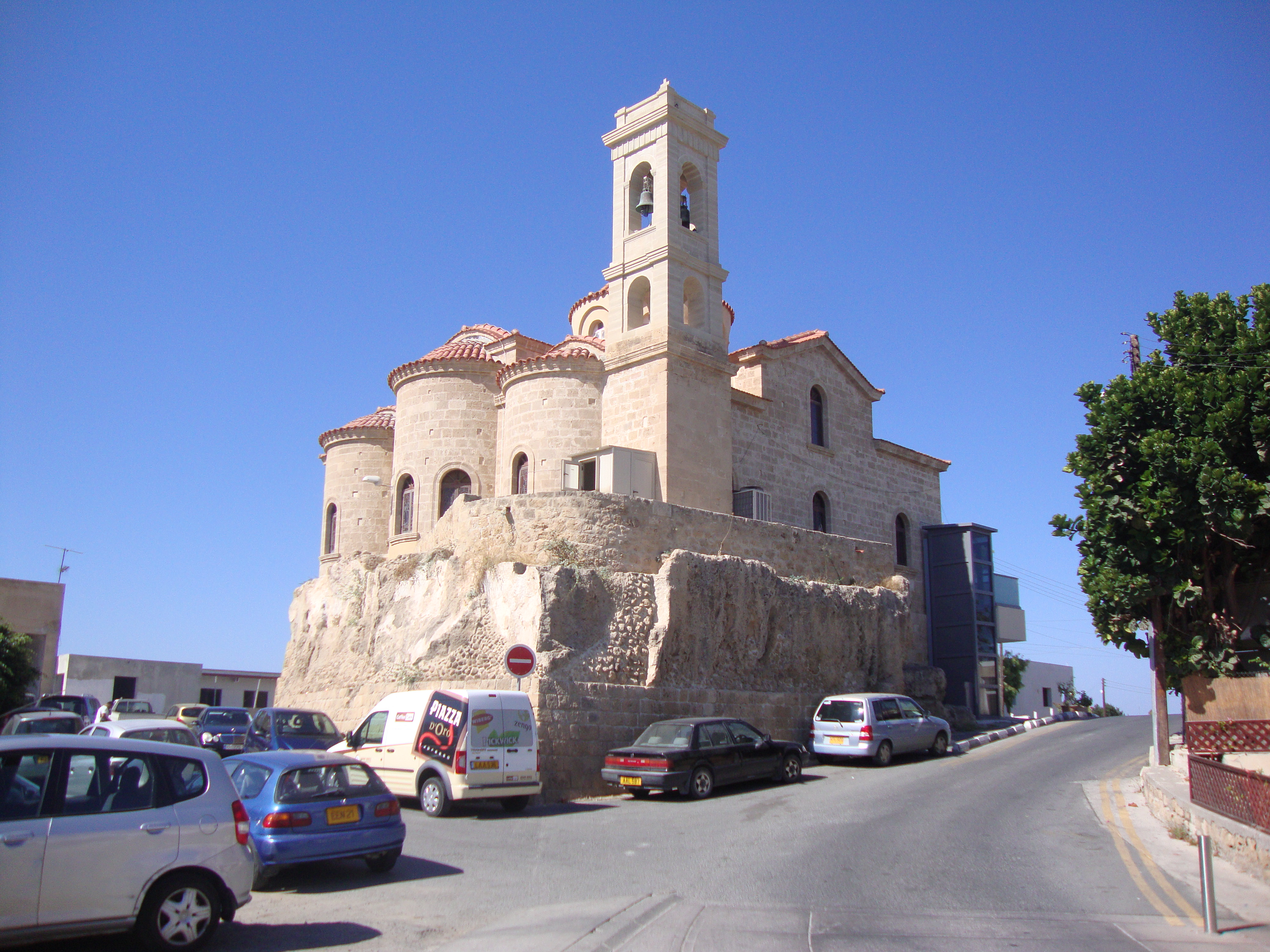
Церковь Панагии Теоскепасти

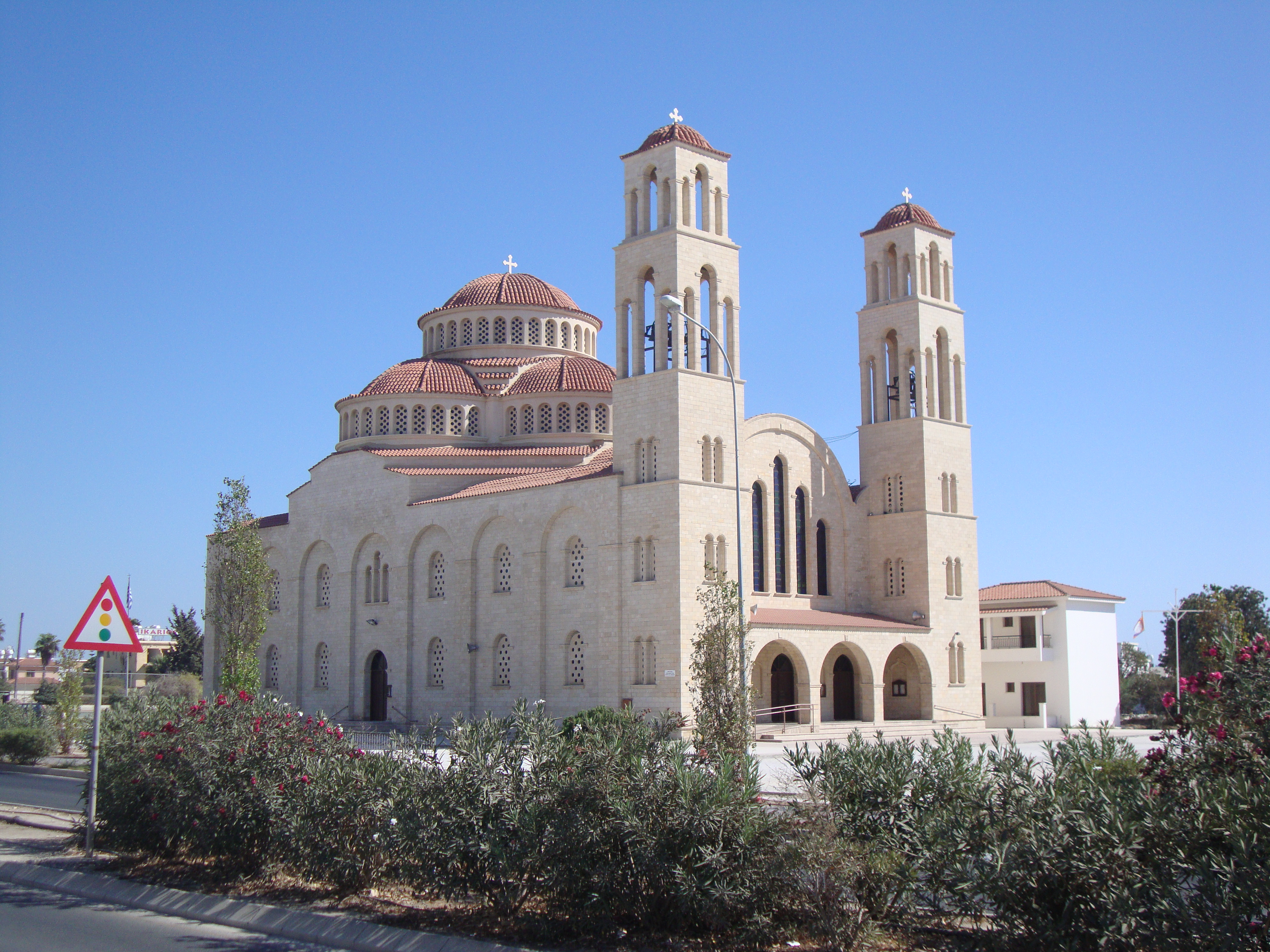
Храм Святых Бессребреников Косьмы и Дамиана

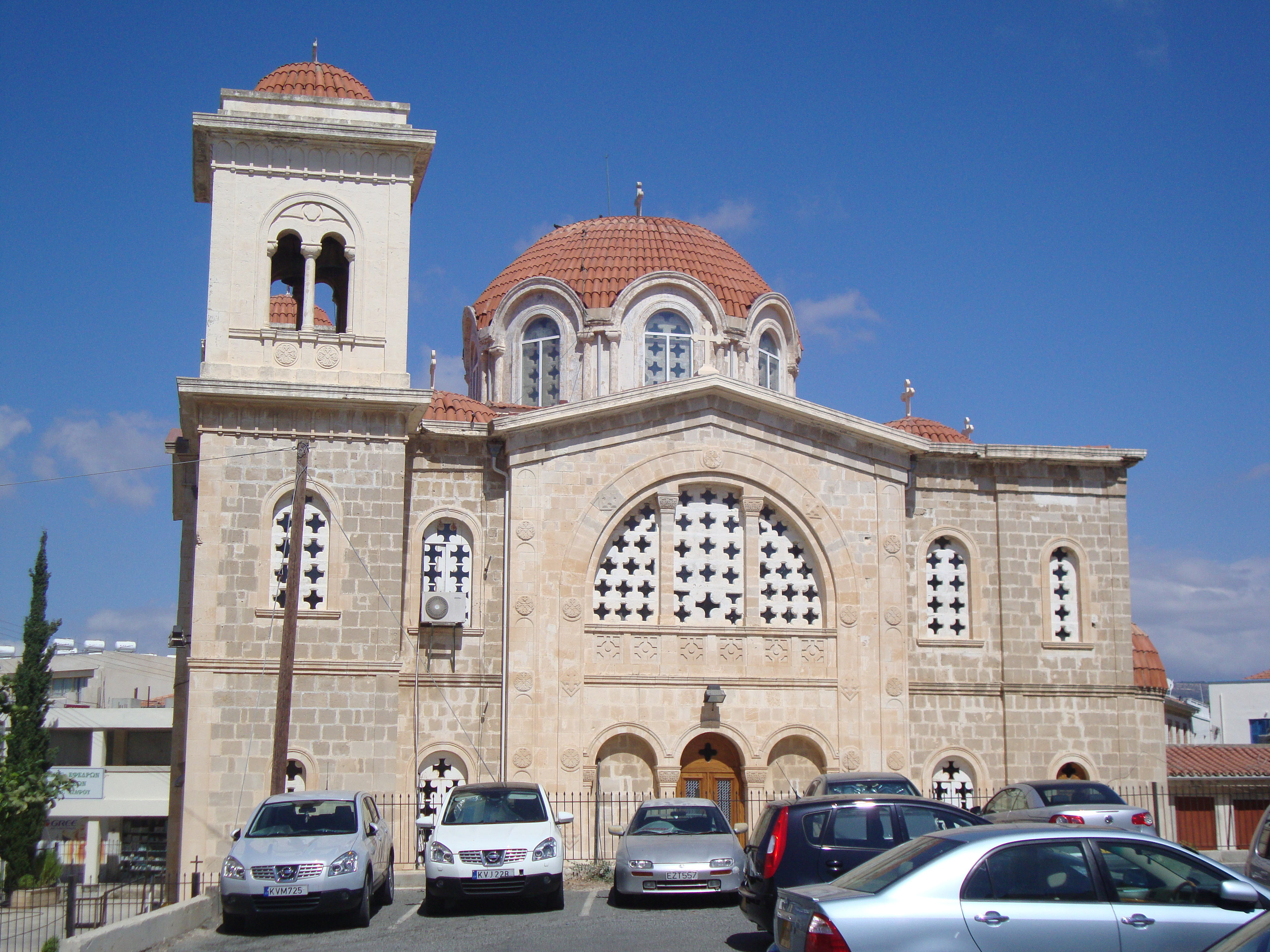
Церковь Святого Кендеаса

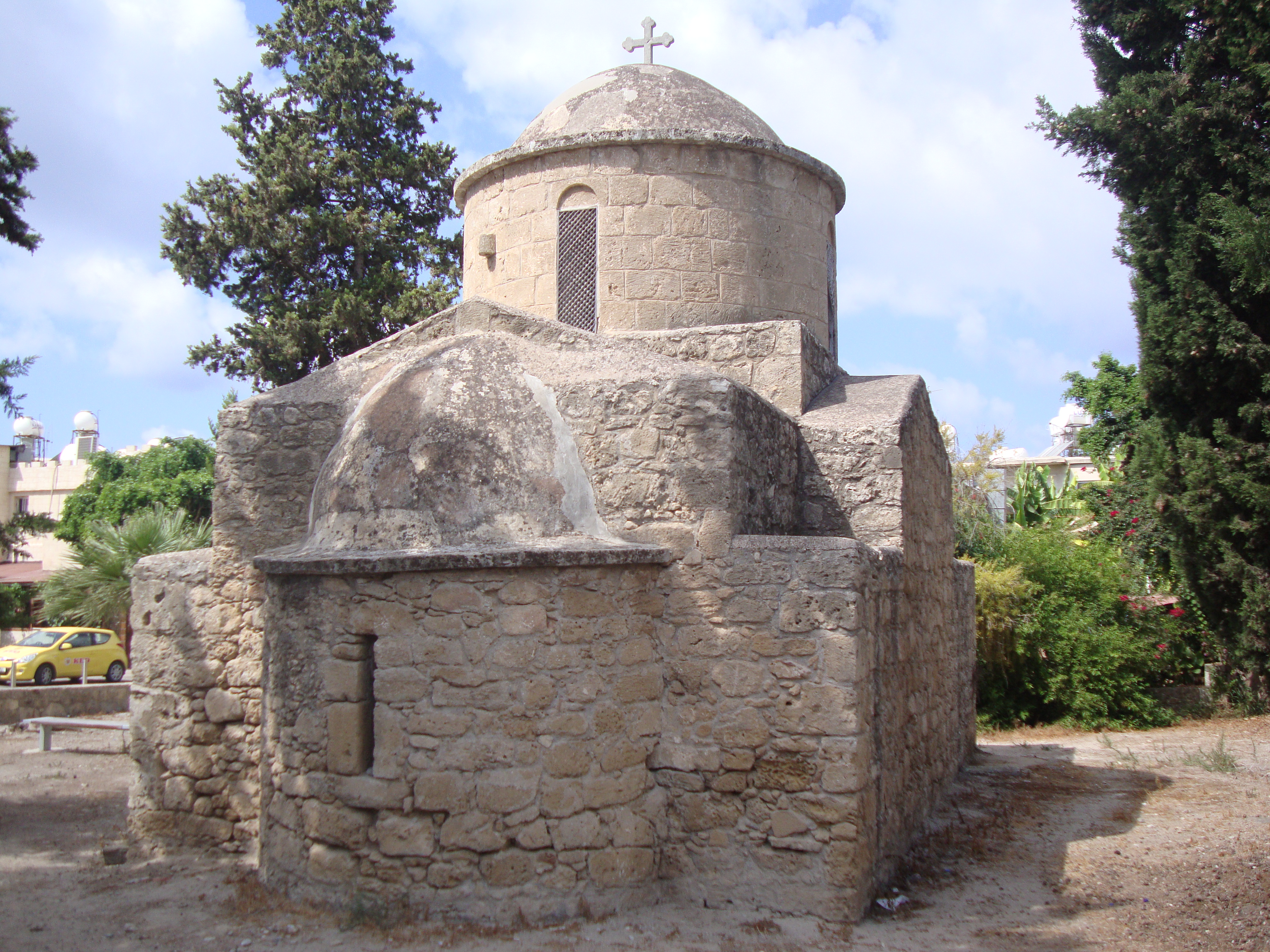
Церковь Святого Антония

Па́фская митропо́лия (греч. Ιερά Μητρόπολις Πάφου) — епархия Кипрской Православной Церкви.

## История
Согласно преданию, апостолы Павел и Варнава основали церковь в Пафосе в 46 году — это была первая церковная община основанная ими. Позднее, с помощью апостола Варнавы, святой Ираклидий и епископ Епафр организовали её и много способствовали распространению православия.
Вплоть до разрушительных землетрясений 332 и 342, уничтоживших город, Пафос был столицей Кипра и Пафский архиерей был митрополитом всего Кипра, но после землетрясений Саламин наследовал Пафосу как столица острова и кафедра митрополита.
Несмотря на разрушения, Пафос отстроился к концу IV века и церковь вновь была благоустроена. В эти годы были возведены две большие церкви — базилика святой Кириакии и базилика Панагии Лимениотиссы.
В 653 году Пафос захватили арабы и оставались здесь до 680 года. Город много пострадал, обе базилики были почти разрушены и обращены в конюшни. После ухода арабов базилики были восстановлены, также как и многие другие храмы. Письменных свидетельств о Пафской кафедре в последующие века не сохранилось, но церковная жизнь Православной Церкви в этой земле продолжалась.
В 1192 году Кипр захватили франки; в период их господства православие притеснялось, Пафос сделался кафедрой римо-католического епископа.
В 1570 году остров заняли турки и со второй половины XVII века Пафская епархия, наравне с архиепископской, Китийской и Киринийской, была официально утверждена, и с тех пор существует непрерывно и является второй кафедрой по значимости в Кипрской Церкви после предстоятельской.

## Епископы
- Епафр
- Филагрий
- Кирилл (или Кириак) (упом. 325)
- Иулий (упом. 381)
- Саприкий (? — 431)
- Сергий (VI век)
- Феодор (Макариос) (упом. 655)
- Арсений (X—XI века)
- Макарий
- Епифаний (XI век)
- Василий (Киннамос) (упом. 1176 — упом. 1190)
- Вакх (упом. 1194 — упом. 1196)
- Савва (упом. 1209)
- Нил (1260 — ?)
- Неофит (нач. XIV)
- Герасим (упом. 1320)
- Марк (упом. 1335)
- Варнава (1336—1337)
- Георгий (упом. 1339)
- Матфей (упом. 1340)
- Григорий (упом. 1368)
- Георгий (упом. 1395)
- Иоанн (упом. 1399)
- Савва (упом. 1435 — упом. 1436)
- Николай (упом. 1483)
- Софроний (нач. XVI)
- Софроний (? — 1533)
- Максим (сер. XVI)
- Макарий (упом. 1570)
- Константин (Флагинис) (? — 1570)
- Христофор (1572 — ?)
- Амвросий (упом. 1578)
- Иоанникий (кон. XVI в.)
- Филофей (упом. 1600 — упом. 1601)
- Леонтий (упом. 1604—1617)
- Тимофей (1618 — ?)
- Макарий (упом. 1641)
- Гавриил (1650—1656)
- Макарий (1656—1670)
- Леонтий (? — 1676)
- Мелетий (1676)
- Нектарий (1676 — ?)
- Герман (1682 — упом. 1692)
- Никифор (упом. 1698—1704)
- Христодул (между 1704 и 1707)
- Афанасий (7 — 14 мая 1707)
- Парфений (упом. 1713 — упом. 1721)
- Иоаким (упом. 1730—1731)
- Дионисий (1731—1735)
- Иоаким (1736—1762) второй раз
- Хрисанф (1762—1767)
- Панарет (1767—1790/1791)
- Софроний (1790/1791 — 1805)
- Хрисанф (1805—1821)
- Панарет (1821—1827)
- Харитон (ноябрь 1827 — март 1855)
- Лаврентий (Мириантевс) (апрель 1855 — 13 март 1868)
- Неофит (Христодулидис) (июль 1869 — 10 января 1888)
- Епифаний (Киккотис) (12 апреля 1890 — 5 февраля 1899)
- Кирилл (Василиу) (1900—1910) в/у, митр. Киренийский
- Иаков (Андзулатос) (7 марта 1910 — 25 декабря 1929)
- Леонтий (Леонтиу) (6 августа 1930 — 20 июня 1947)
- Клеопа (Пападимитриу) (10 февраля 1948 — 30 марта 1951)
- Фотий (Кумидис) (10 ноября 1951 — 7 мая 1959)
- Геннадий (Махериотис) (31 июля 1959 — 14 июля 1973)
- Хризостом (Аристодиму) (28 июля 1973 — 13 ноября 1977)
- Хризостом (Энклистриотис) (26 февраля 1978 — 12 ноября 2006)
- Георгий (Папахрисостому) (30 декабря 2006 — 24 декабря 2022)
- Тихик (Врионис) (12 марта 2023 — 22 мая 2025)
- Георгий (Папахрисостому) (с 22 мая 2025) в/у, архиеп. Кипрский

## Монастыри
действующие
- Монастырь Хрисороятисса (мужской; деревня Панагия)
- Монастырь Троодитисса (мужской; близ деревни Платрес, район Лимасол)
- Монастырь в честь Креста Господня Минфис (мужской)
- Монастырь в честь Креста Господня Омодос (мужской; деревня Омодос)
- Монастырь иконы Божией Матери Саламиотисса (женский)
- Монастырь святого Ефрема